# Tibor Mamužić
Tibor Mamužić (mađarski: Tibor Mamusich) (Subotica, 11. studenoga 1911. – Baja, 22. listopada 1999.) je bio mađarski veslački reprezentativac. Rodom je bio iz zajednice bačkih Hrvata.
Na Olimpijskim igrama 1936. je veslao za Mađarsku. U dvojcu bez kormilara je bio 4., a u dvojcu s kormilarem je ispao u prvom krugu. Veslao je zajedno s Károlyem Győryem.